# Herwig Hösele
Herwig Hösele (* 17. Juli 1953 in Graz) ist ein österreichischer Publizist und ehemaliger Politiker (ÖVP).

## Leben
Herwig Hösele war anfangs Mitglied der politischen Redaktion der in Graz erscheinenden Südost Tagespost und wurde er 1976 Pressereferent der Steirischen Volkspartei. In der Amtszeit der Landeshauptleute Josef Krainer (1980 bis 1996) und Waltraud Klasnic (1996 bis 2005) war er deren enger Mitarbeiter und Berater.
Nach seinem Ausscheiden aus der Politik 2005 engagiert sich Hösele als Koordinator in der Wissenschaftsabteilung des Landes Steiermark (u. a. als Verantwortlicher für die Dialogreihe Geist & Gegenwart), als Publizist und ehrenamtlicher Sekretär der 2008 initiierten Demokratiereform „Initiative Mehrheitswahlrecht“, deren Mitbegründer u. a. Gerd Bacher, Heinrich Neisser, Franz Fischler, Trautl Brandstaller, Heinrich Keller, Theodor Öhlinger und Erhard Busek waren. Gemeinsam mit Waltraud Klasnic gründete er 2007 das Beratungsunternehmen Dreischritt GmbH, dessen Geschäftsführer er seit Herbst 2019 wieder ist. Er unterstützt Waltraud Klasnic auch in ihrer Tätigkeit als Unabhängige Opferschutzanwältin, die sie im April 2010 übernommen hat. Von 1. März 2011 bis Oktober 2019 war er Generalsekretär des Zukunftsfonds der Republik Österreich, seit Oktober 2019 ist er Kuratoriumsvorsitzender dieses Fonds. Seit 1987 ist er geschäftsführender Vorsitzender des Club Alpbach Steiermark, seit 2011 Vorsitzender. Seit 2014 ist er außerdem Stiftungsrat im ORF und Aufsichtsrat der Elisabethinen Graz GmbH. Hösele war mit Clemens Jabloner, Stefan Karner und Oliver Rathkolb Mitglied der vom Bundesministerium für Inneres einberufenen Kommission für das Hitler-Geburtshaus. Das von der Kommission entwickelte und von Innenminister Karl Nehammer 2020 präsentierte Konzept der „Neutralisierung“ wurde stark kritisiert. Im Juni 2018 wurde er zum Vorsitzenden des Universitätsrates der Universität für Musik und darstellende Kunst Graz gewählt und im März 2023 für die Funktionsperiode bis 2028 wiedergewählt.

## Politik
Vom 7. November 2000 bis zum 24. Oktober 2005 gehörte er dem Bundesrat an und war im ersten Halbjahr 2003 dessen Präsident. Gemeinsam mit dem Nationalratspräsidenten Andreas Khol initiierte er 2003 den Österreich-Konvent zur Verfassungsreform, dessen Vorschläge zum Großteil nicht realisiert wurden.
Er war Mitbegründer und Mitherausgeber der Schriftenreihe „Politicum“ und des „Steirischen Jahrbuchs für Politik“ und leitete von 1988 bis 2006 die Wochenzeitung „Die Steirische (Wochenpost).“ Heute ist er Mitgestalter der Schriftenreihe „Gesellschaft & Politik“ des Dr. Karl Kummer-Instituts, dessen steirischem Vorstand er seit 1979 angehört, und publiziert in diversen österreichischen Tages- und Wochenzeitungen.

## Auszeichnungen
- 2002 Berufstitel Professor
- 2012 Österreichisches Ehrenkreuz für Wissenschaft und Kunst I. Klasse
- 2018 Päpstlicher Gregoriusorden
- 2023 Großes Silbernes Ehrenzeichen der Republik Österreich

## Publikationen
- Die mediale Schlüssellochperspektive – eine gefährliche Verengung. In: Alfred Payrleitner (Hrsg.): Aufbruch und Erstarrung. 1999.
- Die Landeshauptleute der Steiermark. 2000. (Mitautor, Hrsg. A. Ableitinger, W. Mantl). Bearbeitete Neuauflage 2018
- Umbau des Staates. Auf dem Weg zu einem neuen Föderalismus. In: Alfred Payrleitner (Hrsg.): Österreich Neu. 2000.
- Medienstudie Steiermark. 2002. (Mitautor, Hg. W. Bachmayer, G. Schöpfer, W. Mantl)
- Zwischen Brüssel, Wien und den Bezirken – das Dilemma der Bundesländer. In: Alfred Payrleitner (Hrsg.): Die Fesseln der Republik. 2002
- et al. (Hrsg.): Streben nach Gerechtigkeit. Soziale Sicherheit nach dem Umbruch. 2002.
- Landesfürst & Landesmutter. Zwei Charaktere – ein Ziel. Zu: Josef Krainer junior & Waltraud Klasnic, Biografie, Styria Verlag, Graz 2007, ISBN 978-3-222-13231-5.
- (Hrsg.): Die EU und wir. Skepsis, Erwartung, Mitgestaltung. Dr.-Karl-Kummer-Institut – Verein für Sozial- und Wirtschaftspolitik, Wien 2009.
- Was ist faul im Staate Österreich? Eine Reformagenda. Molden Verlag, Wien 2010, ISBN 978-3-85485-259-9.
- Erzherzog Johann. Der Brandhofer und seine Hausfrau Leykam Verlag, Graz 2014, ISBN 978-3-7011-7920-6.
- Die Steiermark 1945 - 2015. Eine Erfolgsgeschichte Leykam Verlag, Graz 2015, ISBN 978-3-7011-7962-6.
- „Steiermark.Land.Leute.Leben“ (Herausgeber mit Manfred Prisching) Styria Verlag. Graz 2018, ISBN 978-3-222-13601-6,
- „Die Steiermark. Eine Landvermessung.“ (Herausgeber mit Manfred Prisching) Brandstätter Verlag Wien 2019, ISBN 978-3-7106-0271-9
- Verantwortung. Es kann und darf keinen Schlussstrich geben.10 Jahre Unabhängige Opferschutzkommission.(Herausgeber mit Waltraud Klasnic) Leykam Verlag Graz 2020
- 101 Jahre Bundesverfassung. Demokratiebefund und Reformanalysen (Herausgeber mit Heinrich Neisser und Klaus Poier) Leykam Verlag Graz 2021
- mit Erwin Zankel: Hermann Schützenhöfer. Politik als Beruf. Eine Biografie. Styria-Verlag, Graz 2022, ISBN 978-3-222-13706-8.
- Edition Geist & Gegenwart. Herausgegeben mit Lojze Wieser, Wieserverlag, Klagenfurt 2023.